# Людина з народу
Людина з народу (англ. A Man of the People) — четвертий роман англомовного нігерійського письменника Чинуа Ачебе, який було опубліковано в 1966 році видавництвом «Heinemann» у Великій Британії та «John Day» у США.

## Сюжет
Головний герой — нігерієць Оділі Самалу, що по закінченню університетської освіти викладав у школі в селі Анаті. Єдиного разу, коли Оділі був присутній в парламенті, він побачив там свого знайомого Міку Нангу — він був вчителем Оділі в минулому, а тепер — членом парламенту, міністром, найдемократичнішим політичним діячем від Партії народного самоуправління (ПНС). У період чергової економічної кризи в країні, коли кава впала в ціні, прем'єр-міністр назвав свою команду освічених спеціалістів зрадниками, і Нанга підтримав його.
За деякий час Нанга приїхав на зустріч до рідної школи. Джонатан Нвеге, володар і директор школи в Анаті, ретельно готувався до зустрічі з міністром. «Неважливо що, важливо, кого ти знаєш» - ця фраза увійшла в побут, та Оділі не збирався вислужуватися перед Нангою. Проте той впізнав свого найкращого учня й завів з Оділі бесіду. Міністр запропонував йому приїхати до столиці, після чого Оділі зможе продовжувати своє навчання в Лондоні. Оскільки Оділі сам не просив про це, то вирішив погодитися на пропозицію. Тим паче, у столиці він хотів побачити Елсі — веселу дівчину, що вчилася в школі медсестер. Оділі згадував, що вона була єдиною дівчиною, з якою він опинився в ліжку в перший же день знайомства.
У столиці Оділі зупинився в розкішному будинку Нанги. Чоловік дуже переймався долею власного народу, засуджував депутатів-крадіїв, проте «...у цю першу ніч в будинку міністра мені було не до критики, я був зачарований розкішшю апартаментів, що були відведені мені...Якщо б мене зараз зробили міністром, я б доклав усіх зусиль, щоб залишитися ним на все життя. Неправі ті, хто, забувши про людську природу, стверджує, що людей, подібних до Нанги, які з бідноти й безвісти підвищилися на верхівку багатства й слави, нескладно вмовити відмовитися від цих благ і повернутися до свого первинного становища. Людину, яка змокла під дощем, а потім зігрілася й перевдяглася в суху сукню, складніше змусити знову вийти під дощ, ніж того, хто весь час сидів у теплі. Уся біда в тому,...що ніхто з нас ще не пожив у теплі достатньо довго, щоб сказати: "До біса!". Всі ми до вчорашнього дня мокнули під дощем. А потім купка людей - найспритніших, найвдачливіших, але далеко не найгідніших, - відчайдушно працюючи ліктями, захопила єдиний пристойний сховок, що залишили наші попередні властителі, й надійно влаштувалася в ньому, забарикадувавши всі входи й виходи», - згадував Оділі. Він познайомився із дружиною Нанги, Маргарет, матір'ю семи дітей, яка була далека від званих вечорів і продовжувала говорити на місцевій мові піджин.
Оділі здивувало те, як багато міністр працює. Одного вечора мала відбутися зустріч Оділі й Нанги з жінками - для цього Елсі мала підшукати подругу. Проте подруга захворіла. Вночі Оділі чекав, поки Нанга піде спати, щоб провести ніч із Елсі. Та міністр не пішов до своєї кімнати, а приєднався до Елсі першим. Розлючений Оділі негайно залишив його будинок. Хоч Елсі не була його дружиною, Оділі розцінив це як зраду. Він хотів помститися Нанзі - наприклад, зірвати його одруження з Едною, молодою освіченою дівчиною.
Оділі оселився в свого товариша, Максвела Куламо, адвоката. Вони стали одними з засновників нової партії - Союзу простого народу. Пізніше Оділі вдалося познайомитися з Едною та її батьком-скнарою.
Наближалися місцеві вибори, конкурентом Міки Нанги став Оділі. Оділі розумів, що його співвітчизники неймовірно терплячі, вони живуть за принципом - «Живи сам і дай жити іншим», тому дозволяють міністрам красти в них мільйони, якщо в їхнє село прокладуть труби. Та після зібрання в рідному селі Уруа, Оділі розраховував на підтримку односельців. Зібрання відбулося на подвір'ї батькового будинку. Раніше Оділі мав натягнуті відносини з батьком, Хезекією Самалу. Його мати померла при родах, а батько мав п'ятьох дружин і 35 дітей. Хезекія, окрім цього, входив до провладної Партії народного самоврядування. Попри це, він підтримав сина, після чого його вигнали з партії.
Оділі за партійні гроші купив собі автомобіль, завів кілька тілоохоронців. Нанга намагався підкупити його, переривав всі його мітинги. Оділі закохався в Едну. Хоч він і бачив, що почуття є взаємним, перепоною їхнім почуттям було заручення Едни й Нанги.
Оділі прийшов на мітинг Міки Нанги, його впізнали в натовпі й побили. В лікарні його навідували Една, батько й батькова старша дружина. Пізніше він дізнався, що Нанга отримав стовідсоткову підтримку виборців, але сталася чергова економічна криза в країні, яка призвела до зміни уряду. Една погодилася лишитися з Оділі, якому треба виплатити гроші за її навчання Нанзі. Товариш Оділі, Макс, загинув під час виборів - його дружина вистрілила двічі в груди одному з міністрів. Після загибелі чоловіка, вона втратила інтерес до життя.

### Персонажі
- Оділі Самалу — молодий вчитель;
- Міка Нанга — міністр культури; політичний діяч провладної партії, хабарник;
- Маргарет — перша дружина Нанги;
- Една — молода дівчина, заручена з Нангою. Кохана Оділі;
- Хезекіа Самалу — батько Оділі